# De ballade van Narayama
De ballade van Narayama (Japans: 楢山節考, Narayama-bushi kō) is een Japanse dramafilm uit 1983 onder regie van Shohei Imamura. De film is gebaseerd op de gelijknamige roman van de Japanse auteur Shichiro Fukazawa. Imamura won voor deze film de Gouden Palm op het Filmfestival van Cannes.

## Verhaal
In het noorden van Japan moeten ouderen naar de berg Nara trekken om er te sterven, als ze de leeftijd van 70 hebben bereikt; dit gebruik wordt ubasute genoemd. Zo zorgen ze ervoor dat er genoeg eten is voor de rest van de gemeenschap. De 69-jarige Orin besteedt één jaar aan de voorbereiding op haar levenseinde. In die periode tracht ze haar kinderen en kleinkinderen klaar te maken op hun leven na haar dood.

## Rolverdeling
| Acteur          | Personage         |
| --------------- | ----------------- |
| Ken Ogata       | Tatsuhei          |
| Sumiko Sakamoto | Orin              |
| Tonpei Hidari   | Risuke            |
| Aki Takejo      | Tamayan           |
| Shoichi Ozawa   | Katsuzo           |
| Fujio Tokita    | Jinsaku           |
| Sansho Shinsui  | Zeniya no Tadayan |
| Seiji Kurasaki  | Kesakichi         |
| Junko Takada    | Matsuyan          |
| Mitsuko Baisho  | Oei               |
| Taiji Tonoyama  | Teruyan           |
| Casey Takamine  | Arayashiki        |
| Nenji Kobayashi | Tsune             |
| Nijiko Kiyokawa | Okane             |
| Akio Yokoyama   | Amaya             |